# Terenotriccus
Genre
Terenotriccus est un genre monotypique de passereaux de la famille des Tityridae.

## Liste des espèces
Selon la classification de référence du Congrès ornithologique international (version 7.3, 2017) :
- Terenotriccus erythrurus (Cabanis, 1847)
  - Terenotriccus erythrurus amazonus Zimmer, JT, 1939
  - Terenotriccus erythrurus brunneifrons Hellmayr, 1927
  - Terenotriccus erythrurus fulvigularis (Salvin & Godman, 1889)
  - Terenotriccus erythrurus erythrurus (Cabanis, 1847)
  - Terenotriccus erythrurus hellmayri (Snethlage, E, 1907)
  - Terenotriccus erythrurus purusianus (Parkes & Panza, 1993)
  - Terenotriccus erythrurus signatus Zimmer, JT, 1939
  - Terenotriccus erythrurus venezuelensis Zimmer, JT, 1939